# Anatocyzm
Anatocyzm (z gr. ανατοκισμός, trb. anatokismós, procent składany, kapitalizacja odsetek) – naliczanie odsetek od zaległych odsetek.
Prawo rzymskie nazywało je usurae usurarum. Były one zakazane.
W polskim prawie obowiązuje zakaz anatocyzmu. Jego celem jest ochrona dłużnika przed nadmiernymi obciążeniami z tytułu odsetek.
Można jednak domagać się odsetek za opóźnienie od zaległych odsetek – od chwili wytoczenia o nie powództwa (art. 482 § 1 k.c.). Pojęcie „zaległych odsetek” oznacza tu zarówno odsetki kapitałowe, jak i odsetki za opóźnienie (wyrok SN z dn. 1.10.1998, sygn. I CKN 782/97).
Odsetki od odsetek należy liczyć od momentu wytoczenia powództwa o te odsetki, nie zaś za okres wcześniejszy.
Natomiast przed momentem wytoczenia powództwa żądać można odsetek od zaległych odsetek zwykłych tylko w sytuacji, w której strony, czyli dłużnik i wierzyciel, już po powstaniu zaległości, zgodziły się na doliczenie zaległych odsetek do dłużnej sumy (kapitalizację odsetek) i poddanie całości dalszemu oprocentowaniu. W tej sytuacji odsetki od odsetek liczone mogą być również za okres poprzedzający wytoczenie powództwa.
Do 14 lutego 2019 r. włącznie zakaz anatocyzmu nie odnosił się do pożyczek długoterminowych udzielanych przez instytucje kredytowe (uchylony art. 482 § 2 k.c.). Strony umowy kredytowej (kredytobiorca i np. bank) mogły się więc umówić, i to jeszcze przed powstaniem zaległości (np. w umowie kredytowej), o zapłatę w przyszłości odsetek od odsetek zaległych i skapitalizowanych zaległości, w zapłacie których dopuści się w przyszłości kredytobiorca (wyrok SN z dn. 29.11.2001, sygn. V CKN 603/00).